# Gene Tunney
Gene Tunney, nome completo James Joseph Tunney (New York City, 25 maggio 1897 – Greenwich, 7 novembre 1978), è stato un pugile statunitense che, tra il 1922 e il 1923 fu campione americano dei pesi mediomassimi, mentre dal 1926 al 1928 fu invece detentore del titolo mondiale dei pesi massimi. Fu protagonista di alcuni dei più importanti eventi pugilistici della sua epoca quali la serie di cinque incontri con Harry Greb e il binomio di successi contro l'allora campione mondiale Jack Dempsey, al quale sottrasse il titolo mondiale.

## Biografia
Di origini irlandesi, sua madre Mary Lydon emigrò negli Stati Uniti da Gorthgarve, presso Kiltimagh, dopo una carestia. Si stabilì a New York City dove incontrò John Tunney, anch'egli proveniente da Kiltimagh. I due si sposarono dopo un breve corteggiamento ed ebbero sette figli. Durante la prima guerra mondiale Gene Tunney fece parte della United States Marine Corps, esperienza che diede più tardi vita al suo soprannome The Fighting Marine ("Il marine combattente").

### Carriera pugilistica
Prima di iniziare la carriera professionistica, Tunney perse un incontro ai punti in 10 riprese contro Tommy Loughran, futuro Campione del Mondo dei pesi mediomassimi e sfidante di Primo Carnera per la corona dei pesi massimi.
Passò professionista nei pesi mediomassimi e conquistò ben presto il titolo americano della categoria. Ancora imbattuto, il 23 marzo 1922 incontrò Harry Greb , con il titolo in palio. Greb era alto soltanto 173 cm, contro i 183 del detentore del titolo. Al termine dei 15 round Tunney era una maschera di sangue e Greb il nuovo campione. Fu quella l'unica sconfitta della sua carriera. Greb concesse la rivincita a Tunney in un combattutissimo match svoltosi al Madison Square Garden nel febbraio del 1923. Tunney si riprese il titolo ai punti. La "bella" del titolo dei mediomassimi fu vinta di nuovo da Tunney ai punti in 15 round.
Il 26 giugno 1924, allo Yankee Stadium di New York, Tunney affrontò il campione europeo dei pesi massimi Erminio Spalla. Il suo avversario aveva segnato al peso 85 kg, contro gli 81 dello statunitense. Alla prima ripresa il campione europeo colpì lo statunitense con un destro al mento, mettendolo in forte difficoltà. Nel prosieguo del match, tuttavia, Tunney procedette con una serie continua di colpi procurando delle serie ferite al labbro e al naso dell'italiano. Al 7º round, secondo le cronache, la cieca reazione di Spalla trasformò l'incontro «in una rabbiosa sfida di wrestling» conclusa con la caduta al tappeto del suo avversario. Il match fu allora interrotto dall'arbitro, non per squalifica, ma per KO tecnico in favore del pugile di casa. Secondo Spalla, tale sconfitta fu immeritata, in quanto il match sarebbe stato interrotto senza motivo, per errore arbitrale.
Il 24 luglio 1924, al Polo Grounds di New York, al limite dei mediomassimi, Tunney batté per knock-out tecnico al 15º round il francese Georges Carpentier, già campione mondiale della categoria ed avversario di Jack Dempsey per il titolo mondiale dei pesi massimi.
Successivamente Tunney combatté altri due match con Harry Greb che, nel frattempo, aveva conquistato la cintura mondiale dei pesi medi. Salì sul ring pesando sostanzialmente dai quattro ai cinque kg di peso più del suo avversario. Il verdetto del quarto incontro fu una contrastata "newspaper decision" che si concretizzò ufficialmente in un "no contest". Tunney vinse nettamente il quinto ai punti in 10 riprese, grazie a un'altra "newspaper decision". Successivamente Tunney passò definitivamente alla categoria superiore dei massimi.
Dopo aver sconfitto Tommy Gibbons per KO al 12º round, Tunney fu designato a sfidare il detentore della cintura mondiale Jack Dempsey, che non saliva sul ring da tre anni. Il match si disputò il 23 settembre 1926 al Sesquicentennial Stadium di Filadelfia di fronte a una folla di 120.557 spettatori paganti. Tale affluenza rimase un record insuperato per gli incontri di pugilato sino al 20 febbraio 1993 (Julio César Chávez-Greg Haugen a Città del Messico). Dopo dieci riprese Tunney superò Dempsey ai punti contrapponendo all'impeto e alla forza dell'avversario una tecnica e un'astuzia degne della migliore tradizione pugilistica e conquistò la cintura mondiale dei pesi massimi.

Tunney messo al tappeto da Jack Dempsey nel "Long Count Fight".

Il secondo incontro Dempsey-Tunney si svolse il 22 settembre 1927 al Soldier Field di Chicago 1927 di fronte a 104.943 spettatori e passò alla storia con il nome di Long Count Fight ("il match dal lungo conteggio"). Secondo molti resoconti, Tunney stava dominando l'incontro quando nella settima ripresa, Dempsey lo costrinse alle corde con una combinazione di potenti colpi che lo misero al tappeto. Apparentemente confuso e disorientato, Tunney si aggrappò alle corde con la mano sinistra. L'arbitro Dave Barry ordinò a Dempsey di andare nell'angolo neutrale ma questi restò fermo dov'era ad osservare l'avversario a terra. Ciò diede a Tunney dei preziosi secondi per riprendersi dal KD. Quando finalmente l'ex campione si recò all'angolo, erano passati dai tre agli otto secondi circa, poi cominciò il conteggio. Tunney si alzò in piedi al "9". Nel filmato relativo al combattimento, fu messo in sovrimpressione alle immagini un cronometro dal quale si nota che Tunney restò al tappeto circa 13 secondi. All'ottavo round, Tunney, ripresosi, riuscì a mandare al tappeto Dempsey. L'arbitro iniziò il conteggio senza indugi prima ancora che Tunney si fosse spostato all'angolo neutrale. Negli ultimi successivi due round, Tunney dominò il match e alla fine vinse l'incontro ai punti per decisione unanime mantenendo il titolo.
Secondo una biografia del 2007, Tunney aveva promesso alla moglie Polly che avrebbe lasciato la boxe. Si ritirò come campione imbattuto dei massimi nel 1928 dopo l'unica difesa del titolo ai danni del neozelandese Tom Heeney, grazie alla quale vinse il premio "pugile dell'anno", istituito dalla rivista The Ring. Fu il primo pugile della storia a ritirarsi con ancora indosso la cintura mondiale della massima categoria e non si lasciò mai convincere a risalire sul ring.

### Carriera cinematografica e vita privata
Gene Tunney ebbe anche una breve carriera d'attore, con un ruolo da protagonista nel film The Fighting Marine, nel 1926. Sfortunatamente non è nota l'esistenza di alcuna copia del film. Nel 1928, figlio di immigrati irlandesi, sposò una personalità mondana di una certa notorietà negli Stati Uniti, la ricca ereditiera Mary "Polly" Lauder (1907-2008). Il nonno della moglie di Tunney era George Lauder, cugino e socio dell'industriale e filantropo Andrew Carnegie, fondatore e titolare delle acciaierie Carnegie Steel Company di Pittsburgh. Il suocero di Tunney, invece, George Lauder, Jr., era un filantropo e yachtsman il cui schooner da 41 m detenne il record della più veloce traversata transatlantica in yacht mai fatta.
Tunney e Polly Lauder ebbero quattro figli, tra cui John V. Tunney (nato nel 1934), deputato e senatore degli Stati Uniti per la California dal 1965 al 1977. La figlia Joan, invece, venne internata nel 1970 in un ospedale psichiatrico per l'omicidio del marito. CBS Evening News, condotta da Walter Cronkite, riferì la vicenda, indicando come la Tunney colpì il marito con una mazza fino ad ucciderlo. Tunney morì nel 1978, all'età di 81 anni, a causa di disturbi circolatori. Venne sepolto al Long Ridge Union Cemetery di Stamford.
Nel 1932 Tunney pubblicò un libro intitolato A Man Must Fight (Un uomo deve combattere), in cui commentava la propria carriera e le tecniche del pugilato.

## Caratteristiche tecniche
Distintosi per il suo stile di combattimento altamente tecnico, che includeva l'utilizzo di un jab sinistro pungente e rapidi spostamenti del corpo, Tunney era un pugile riflessivo che trasformava un match di pugilato in una partita a scacchi, fatto non popolare in un'epoca dominata da picchiatori come Jack Dempsey e Mickey Walker o da pugili aggressivi come Harry Greb. Lo stile di Tunney fu influenzato da quello di altri pensatori della boxe quali erano stati James J. Corbett e Benny Leonard, che conosceva personalmente.
Ciò nonostante, non è corretto pensare a Tunney solamente come a un out-fighter che picchia e si allontana come una scheggia sul genere di Muhammad Ali. Mentre negli incontri da peso massimo contro Gibbons, Carpentier e Dempsey, si era imposto per l'agilità delle gambe e la rapidità delle raffiche di jab, nei suoi combattimenti precedenti, specialmente nei cinque contro Harry Greb, Tunney si era fatto notare per la violenza dei colpi al corpo e la volontà di lottare fino all'ultimo addosso all'avversario. Era stato Benny Leonard a dargli questo consiglio, facendogli presente che l'unica tattica per battere Harry Greb era quella di colpirlo al corpo, piuttosto che alla testa, con cui Greb era abilissimo a sfuggire.
Sempre mobile e protetto da un continuo e potente jab sinistro, Tunney analizzava l'avversario e lo smantellava pezzo per pezzo a partire dalla prima campana, preferendo stargli all'esterno della guardia e annullando ogni attacco gli venisse portato, utilizzando veloci colpi d'incontro per interrompere le azioni che gli venivano portate.
Non conosciuto per essere un grande colpitore, Tunney poteva tuttavia colpire con efficacia, se necessario, in particolare dopo aver ben inquadrato l'avversario, o dopo avergli esaurito le energie o averlo messo in difficoltà.
L'osservatore di oggi può vedere lo stile classico di Tunney nei filmati dei due incontri con Dempsey: mani tenute basse per imprimere più potenza ai pugni, lavoro di gambe veloce per riposizionarsi ad ogni mossa dell'avversario e veloci ed accurati uno-due d'incontro. Nonostante non sia considerato uno dei più grandi incassatori della storia del pugilato, Tunney aveva ottime doti di assorbimento dei colpi. Infatti non gli fu mai inflitto un KO, e l'unico atterramento che subì fu quello del secondo incontro con Dempsey nel famigerato Long Count, l'incontro dal lungo conteggio.

## Filmografia
- The Fighting Marine, regia di Spencer Gordon Bennet (1926)

## Riconoscimenti
- L'incontro valido per il titolo americano dei mediomassimi in cui fu sconfitto ai punti da Harry Greb venne nominato Ring Magazine fight of the year per il 1922.
- La rivincita, valida per il titolo americano dei mediomassimi, in cui batté ai punti Harry Greb, venne nominata Ring Magazine upsets of the year per il 1923.
- L'incontro disputato al Polo Grounds in cui batté per KO al 15º round Georges Carpentier venne nominato Ring Magazine fight of the year per il 1924.
- Le due sfide mondiali in cui batté ai punti Jack Dempsey vennero nominate Ring Magazine fight of the year per il 1926 e per il 1927.
- Fu eletto Fighter of the year (pugile dell'anno) dalla rivista statunitense Ring Magazine nel 1926 e nel 1928.
- La International Boxing Hall of Fame lo ha riconosciuto fra i più grandi pugili di ogni tempo.

## Riferimenti culturali
- Dean Martin e Jerry Lewis recitavano un numero comico in cui Lewis, in pantaloncini e guantoni da pugile, dichiara che sta “fight'n Gene Tierney”, famosa ed avvenente attrice statunitense degli anni quaranta, giocando sul doppio significato di “fight'n”, che in questo caso significa più “contendendo” che “combattendo”. Martin corregge Lewis, suggerendogli che forse voleva dire “Gene Tunney”. Lewis allora conclude con la battuta: "You fight who you wanna fight, I'm fight'n who I wanna fight, I'm fight'n Gene Tierney", che nella traduzione perde il doppio senso: “tu combatti con chi vuoi tu, io combatto con chi voglio io e mi contendo Gene Tierney”.
- Nella canzone She Twists the Knife Again, dall'album del 1985 Across a Crowded Room di Richard Thompson, che descrive una relazione conflittuale, Thompson dice: "I'm in a fist fight / She thinks she's Gene Tunney!", cioè "Sono in un incontro di boxe / e lei crede di essere Gene Tunney!".
- Tunney è menzionato anche nel primo atto di Morte di un commesso viaggiatore di Arthur Miller: Willy dice a suo figlio di avere un punching bag autografato da Tunney.
- Tunney è menzionato anche in Di là dal fiume e tra gli alberi, romanzo di Ernest Hemingway.